# Ланок
Ланок (укр. Ланок) — село в Староконстантиновском районе Хмельницкой области Украины.
Население по переписи 2001 года составляло 105 человек. Почтовый индекс — 31152. Телефонный код — 3854. Занимает площадь 0,426 км². Код КОАТУУ — 6824281705.

## Местный совет
31152, Хмельницкая обл., Староконстантиновский р-н, с. Веснянка